# Claude Poissant
 (septembre 2016).
Si vous disposez d'ouvrages ou d'articles de référence ou si vous connaissez des sites web de qualité traitant du thème abordé ici, merci de compléter l'article en donnant les références utiles à sa vérifiabilité et en les liant à la section « Notes et références ».
Pour les articles homonymes, voir Poissant.
Claude Poissant, né le 24 octobre 1955 à Montréal et mort le 6 juin 2025, est un acteur, metteur en scène, dramaturge et scénariste québécois.

## Biographie
Claude Poissant est principalement un homme de théâtre, et travaille à plusieurs grands projets dans ce domaine. Ainsi, il est cofondateur du Théâtre du PàP (Théâtre Petit à Petit - très peu utilisé sous ce nom maintenant). Le théâtre PàP fut fondé en 1978 et présente toujours depuis environ deux créations par an. Il partage pendant une dizaine d'années les rênes du Théâtre du PàP avant d'être seul à sa tête en 1999. En 2007, il invite Patrice Dubois, un jeune metteur en scène, à participer à sa direction artistique. Claude Poissant met en scène en 2008 le show de Pierre Lapointe : Mutantès. En 2014, il quitte le Théâtre PàP pour prendre la barre du Théâtre Denise-Pelletier.
Claude Poissant meurt le 6 juin 2025 à l'âge de 69 ans, des suites d'une complication cardiaque.

## Filmographie

### Comme acteur
- 1990 : Le Party de Pierre Falardeau : détenu
- 1991 : Les Sauf-conduits de Manon Briand : chef d'atelier
- 1999 : Elvis Gratton II : Miracle à Memphis de Pierre Falardeau : réalisateur québécois
- 2002 : Rumeurs (série TV) : Enzo

### Comme scénariste
- 1991 : Nelligan

## Théâtre

### Comme metteur en scène
(liste partielle)
- 1991 : Jeune homme en colère de John Osborne
- 1991 : Lion dans les rues de Judith Thompson
- 1992 : Le Prince travesti de Marivaux
- 1994 : Un Tramway nommé désir de Tennessee Williams
- 1996 : Art de Yasmina Reza
- 1997 : Lucrèce Borgia de Victor Hugo
- 1997 : La Salle des loisirs de Reynald Robinson (création)
- 1999 : Lorenzaccio  d'Alfred de Musset
- 1999 : Crime contre l'humanité de Geneviève Billette  (création)
- 2000 : Ce soir on improvise de Luigi Pirandello
- 2001 : Stampede de François Létourneau  (création)
- 2001 : Le Ventriloque de Larry Tremblay  (création)
- 2002 : Le Goûteur  de Geneviève Billette  (création)
- 2003 : Unity 1918 de Kevin Kerr
- 2004 : Louisiane Nord de François Godin (création)
- 2004 : La Fausse Suivante de Marivaux
- 2005 : Le Traitement de Martin Crimp
- 2006 : La Fête sauvage de Mathieu Gosselin (création)
- 2007 : Je voudrais me déposer la tête de Jonathan Harnois (création)
- 2008 : Abraham Lincoln va au théâtre de Larry Tremblay (création)
- 2009 : Rouge gueule  d'Étienne Lepage (création)
- 2012 : Après moi, le déluge de Lluïsa Cunillé
- 2013 : Cinq visages pour Camille Brunelle de Guillaume Corbeil (création)
- 2014 : Marie Tudor de Victor Hugo
- 2015 : Grande écoute de Larry Tremblay (création)
- 2016 : L'Orangeraie de Larry Tremblay
- 2017 : L'Avare de Molière
- 2018 : Hurlevents de Fanny Britt inspiré par le livre d'Emily Brontë (création)
- 2018 : Bonjour, là, bonjour de Michel Tremblay
- 2019 : Le Ravissement d'Étienne Lepage (création)
- 2024 : Faire le bien de Gabrielle Chapdelaine et François Archambault (création)

## Récompenses et distinctions
- Masque de la mise en scène pour Le traitement de Martin Crimp.